# Virsbo kraftstation
Virsbo kraftstation är ett vattenkraftverk i Kolbäcksån. Det ligger i Virsbo i Surahammars kommun. Kraftstationen byggdes 1986. Parallellt med kraftstationen ligger en sluss i Strömsholms kanal.